# مایکل دورن
مایکل دورن (انگلیسی: Michael Dorn؛ زاده ۹ دسامبر ۱۹۵۲) یک هنرپیشه، و کارگردان اهل ایالات متحده آمریکا است.
از فیلم‌ها یا برنامه‌های تلویزیونی که وی در آن نقش داشته است می‌توان به راکی، پیشتازان فضا: شورش، پیشتازان فضا: اولین برخورد، بابا نوئل ۲، بابا نوئل ۳ و قلب یک مخاطب اشاره کرد.